# Cube Escape
Cube Escape é uma série de jogos surrealistas de escape the room desenvolvidos pela estúdio de jogos indie Rusty Lake. A série é inspirado por Twin Peaks e segue o detetive Dale Vandermeer e a sua investigação da morte de Laura Vanderboom. Em outubro de 2021, existem dez jogos principais lançados na série, sendo o décimo complementado por uma edição limitado da banda desenhada de Cube Escape: Paradox, ilustrada por Lau Kwong Shing. Além disso, Cube Escape Collection, uma coleção dos primeiros nove jogos de Cube Escape, foi lançado na Steam em outubro de 2020 devido à depreciação do Adobe Flash. Uma série de prequela seguindo a ancestralidade de Laura Vanderboom que inclui três jogos pagos: Rusty Lake: Hotel, Roots e Paradise. No mesmo universo, mas considerados jogos singulares, Rusty Lake lançou The White Door e Samsara Room. Adicionalmente adicionado à série a 2 de novembro, The Past Within, é um jogo de dois jogadores, o primeiro que Rusty Lake fez do tipo. O jogo consiste em resolver o mistério de Albert Vanderboom comunicando entre o passado e o futuro, e cumprindo o seu legado.

## Jogabilidade
Os jogos de Cube Escape consistem no jogador navegar quartos cúbicos usando os controlos apontar e clicar e coletar itens e pistas para os ajudar a escapar. A franquia de jogos se correlaciona por elementos de um universo que constroem uma história com o passar de cada lançamento. Entretanto, não é necessário jogar todos os títulos para entender a franquia. As prequels Rusty Lake Roots  e Rusty Lake Paradise  foram desenvolvidas para novos jogadores se inteirar em do universo e também para antigos jogadores ampliarem seus conhecimentos.

## Jogos
Jogos principais
| Data de lançamento      | Título                                                       |
| ----------------------- | ------------------------------------------------------------ |
| 25 de abril de 2015     | Cube Escape: The Lake                                        |
| 27 de abril de 2015     | Cube Escape: Seasons                                         |
| 5 de junho de 2015      | Cube Escape: Arles                                           |
| 25 de junho de 2015     | Cube Escape: Harvey's Box                                    |
| 31 de julho de 2015     | Cube Escape: Case 23                                         |
| 5 de setembro de 2015   | Cube Escape: The Mill                                        |
| 15 de fevereiro de 2016 | Cube Escape: Birthday                                        |
| 11 de abril de 2016     | Cube Escape: Theatre                                         |
| 23 de março de 2017     | Cube Escape: The Cave                                        |
| 20 de setembro de 2018  | Cube Escape: Paradox                                         |
| 14 de outubro de 2020   | Cube Escape: Collection (relançamento dos primeiros 9 jogos) |

Uma série de três prequelas pagas junto com três jogos interconectados foram lançados:
| Data de lançamento     | Título              |
| ---------------------- | ------------------- |
| 14 de dezembro de 2015 | Rusty Lake Hotel    |
| 20 de outubro de 2016  | Rusty Lake Roots    |
| 11 de janeiro de 2018  | Rusty Lake Paradise |

Além de outros títulos pagos que se seguiram para expansão do universo:
| Data de lançamento      | Título              |
| ----------------------- | ------------------- |
| 9 de janeiro de 2020    | The White Door      |
| 29 de abril de 2020     | Samsara Room        |
| 21 de fevereiro de 2022 | The Past Within     |
| 24 de abril de 2023     | Underground Blossom |